# Chris Haslam
Chris Haslam (ur. 19 grudnia 1980 w Niagara Falls) – kanadyjski zawodowy skater.
Zaczął jeździć na deskorolce w wieku 13 lat, zawodowo od 2004 roku.